# هارپلوس (دهانه)
هارپلوس یک دهانه برخوردی در ماه‌ است.

## دهانه‌های اقماری
این دهانه ۷ دهانه اقماری دارد.
| Harpalus | عرض جغرافیایی | طول جغرافیایی | قطر          |
| -------- | ------------- | ------------- | ------------ |
| C        | ۵۵.۵° N       | ۴۵.۱° W       | ۱۰.۰ کیلومتر |
| B        | ۵۶.۲° N       | ۴۳.۷° W       | ۸.۰ کیلومتر  |
| E        | ۵۲.۷° N       | ۵۰.۸° W       | ۷.۰ کیلومتر  |
| G        | ۵۳.۶° N       | ۵۲.۳° W       | ۱۱.۰ کیلومتر |
| H        | ۵۳.۸° N       | ۵۳.۲° W       | ۸.۰ کیلومتر  |
| S        | ۵۱.۴° N       | ۴۹.۹° W       | ۵.۰ کیلومتر  |
| T        | ۵۰.۰° N       | ۴۹.۴° W       | ۴.۰ کیلومتر  |